# 4424 Архипова
4424 Архи́пова (1967 DB, 1935 EE, 1949 FG, 1972 BP, 4424 Arkhipova) — астероїд головного поясу, відкритий 16 лютого 1967 року.
Тіссеранів параметр щодо Юпітера — 3,290.